# Unpfändbarkeitsbescheinigung
Eine Unpfändbarkeitsbescheinigung ist die Bescheinigung eines Gerichtsvollziehers an den die Zwangsvollstreckung betreibenden Gläubiger, dass die Zwangsvollstreckung beim Schuldner erfolglos verlaufen wird.
Diese Bescheinigung ist gemäß § 32 Abs. 1 Geschäftsanweisung für Gerichtsvollzieher (GVGA NRW) auszustellen, wenn der Gerichtsvollzieher begründeten Anhalt dafür hat, dass die vorgesehene Zwangsvollstreckung fruchtlos verlaufen werde. Wurde der Gerichtsvollzieher mit einer Pfändung beauftragt (§ 803 ZPO) und er hat begründeten Anhalt dafür, dass die Zwangsvollstreckung fruchtlos verlaufen werde, so sendet er dem Gläubiger unverzüglich den Schuldtitel mit einer entsprechenden Bescheinigung zurück, wenn der Gläubiger nicht zugleich weitere Aufträge erteilt hat. Dabei teilt er dem Gläubiger gemäß § 32 Abs. 1 GVGA NRW mit, dass er den Auftrag zur Vermeidung unnötiger Kosten als zurückgenommen betrachtet. 
Die Erwartung, dass die Vollstreckung fruchtlos verlaufen werde, kann insbesondere begründet sein, wenn ein Pfändungsversuch gegen den Schuldner in den letzten drei Monaten fruchtlos verlaufen ist oder der Schuldner in den letzten drei Monaten die Vermögensauskunft abgegeben hat und sich daraus keine Anhaltspunkte ergeben, dass er über pfändbare Gegenstände verfügt (Unpfändbarkeit). War der Gerichtsvollzieher auch beauftragt, dem Schuldner den Schuldtitel zuzustellen, so führt er diesen Auftrag aus.